# Équipe de Nouvelle-Zélande de rugby à XIII
L'équipe de Nouvelle-Zélande de rugby à XIII, dont les joueurs sont surnommés les Kiwis, est l'équipe qui représente la Nouvelle-Zélande dans les principales compétitions internationales de rugby à XIII. Elle est considérée comme l'une des meilleures sélections nationales au monde. En janvier 2014, elle est deuxième au classement des équipes nationales de rugby à XIII. Les Kiwis évoluent la majeure partie du temps au Mount Smart Stadium d'Auckland ainsi qu'à l'Eden Park de la même ville, ou plus rarement au Westpac Stadium de Wellington.
Malgré la concurrence du rugby à XV que certains des meilleurs treizistes ont décidé de rejoindre, les Kiwis ainsi que le rugby à XIII en général suscitent un engouement particulier chez les Néo-Zélandais. De plus, la Nouvelle-Zélande a compté dans ses rangs quelques-uns des joueurs qui ont marqué l'histoire de ce sport sur le plan mondial. Elle dispute régulièrement des test-matches lors de tournées en Europe ainsi que les Four Nations et la Coupe du monde.

## Histoire
Au vu de la renommée de l'Australie en rugby à XIII, et de l'importance de cette forme de rugby  dans l'« Île-continent », il serait naturel de croire que ce sont les Australiens les précurseurs du sport. Mais il n'en est rien. Les Néo-Zélandais sont véritablement ceux qui ont lancé le rugby à XIII dans le Pacifique. Plus précisément, ce sont George Smith et Albert Henry Baskerville qui introduisent le rugby à XIII en Nouvelle-Zélande.Le premier est un ancien joueur des All Blacks, qui, en tournée en Angleterre en 1905, va découvrir le rugby pratiqué dans le nord de l'Angleterre par la Northern Rugby Union, autrement dit le rugby à XIII. Le second découvre par hasard l'existence du rugby à XIII dans une revue britannique Manchester Athletic News, qui relate un match à Bradford qui réunit 40 000 spectateurs. Les deux joueurs vont mettre en place une tournée d'une sélection de joueurs dans le Nord de l'Angleterre, prévue fin 1907, début 1908.
L'équipe de Nouvelle-Zélande prend corps dès 1906 sous le nom de « All Blacks » ou « All Golds », ce dernier terme (gold signifiant « or ») étant péjoratif et employé en  réprobation de leur lien avec le professionnalisme.
En 1926, la fédération néo-zélandaise de rugby à XV va devant la justice pour avoir seule le droit d'utiliser le nom de All Blacks. L'équipe nationale prend alors le nom de « Kiwis », du nom de l'oiseau national.
1947 est l'année où les Kiwis rencontrent pour la première fois une équipe d'un pays latin : la France. Le match a lieu à Paris et, à l'issue d'une partie serrée, ce sont finalement les visiteurs qui l'emportent sur le score de 11 à 7.
La problématique de la fédération néo-zélandaise est depuis assez simple : jusqu'aux années 1980, elle veut privilégier les joueurs nationaux et suit un raisonnement comparable à celle de son homologue quinziste ; seuls les joueurs jouant dans le championnat national peuvent porter le maillot national. L'équipe nationale se trouve alors composée de joueurs issus des divers championnats régionaux et donc amateurs!... La New Zealand Rugby League prend un virage radical en adoptant un système de transfert des meilleurs éléments vers les championnats anglais et australiens, les plus exigeants de la planète et donc de concentrer tous ses efforts sur une équipe nationale porte-drapeau. Ce qui produira les premiers résultats quelques années après.
Le premier succès international de la Nouvelle-Zélande date de l'année 1986 ; elle remporte en effet la première Coupe du monde universitaire de rugby à XIII, épreuve qu'elle organise.
Pour la première fois de son histoire, en novembre 2008, elle remporte la coupe du monde après avoir perdu à deux reprises en finale en 1988 et 2000 contre l'Australie. Elle s'est également imposée à deux reprises lors du Four Nations.

## Palmarès
| Coupe du monde                                                               | Tournoi des Quatre Nations                                                         |
| ---------------------------------------------------------------------------- | ---------------------------------------------------------------------------------- |
| - Coupe du monde (1) - Vainqueur en 2008. - Finaliste en 1988, 2000 et 2013. | - Tournoi des Quatre Nations (2) - Vainqueur en 2010 et 2014. - Finaliste en 2016. |

## Équipe actuelle
Les joueurs présents ci-dessous sont les vingt-deux joueurs sélectionnés pour le Championnat du Pacifique 2024.

## Joueurs emblématiques

### Équipe du siècle
- Desmond White (1950-1956)
- Tom Hadfield (1956-1961)
- Thomas Baxter (1949-1956)
- Roger Bailey (1961-1970)
- Phillip Orchard (1969-1975)
- George Menzies (1951-1961)
- Stacey Jones (1995-2006)
- Cliff Johnson (1950-1960)
- John Butterfield (1954-1963)
- Ruben Wiki (1994-2006)
- Mark Graham (1977-1988)
- Ronald Ackland (1954-1963)
- Melville Cooke (1959-1964)

### Autres joueurs ayant marqué la sélection
- Adam Blair (2006-2019)
- Nathan Cayless (1998-2008)
- Roy Christian (1965-1972)
- Olsen Filipaina (1977-1986)
- Gary Freeman (1986-1995)
- Daryl Halligan (1992-1998)
- Sean Hoppe (1992-2002)
- Kevin Iro (1987-1998)
- Shaun Johnson (2012-)
- Stephen Kearney (1993-2004)
- Thomas Leuluai (2003-2017)
- Issac Luke (2008-2017)
- Hugh McGahan (1982-1990)
- Simon Mannering (2006-2017)
- Benji Marshall (2005-)
- Jason Nightingale (2008-2017)
- Henry Paul (1995-2001)
- Matthew Ridge (1990-1998)
- Ken Stirling (1971-1978)
- Nigel Vagana (1998-2006)
- Manu Vatuvei (2005-2015)

## Parcours en Coupe du monde
| Année | Position  |         | Année       | Position |                 | Année | Position |
| 1954  | Quatrième | 1975    | Quatrième   | 2008     | Champion        |       |          |
| 1957  | Troisième | 1977    | Troisième   | 2013     | Finaliste       |       |          |
| 1960  | Troisième | 1985-88 | Finaliste   | 2017     | Quart de finale |       |          |
| 1968  | Quatrième | 1989-92 | Troisième   | 2021     | Demi-finale     |       |          |
| 1970  | Quatrième | 1995    | Demi-finale | 2025     | Qualifié        |       |          |
| 1972  | Quatrième | 2000    | Finaliste   |          |                 |       |          |

## Autres références
1. ↑  André Passamar, L'encyclopédie de Treize Magazine, Nouvelle-Zélande, Toulouse, Sud-Ouest Presse impression, 2ème trimestre 1984, 169 p. (ASIN B0014I5GK6), p. 122-123.
2. ↑  Aimé Mouret, Le Who's who du rugby à XIII, Nouvelle-Zélande, Toulouse, Éditions de l'Ixcea, décembre 2011, 291 p. (ISBN 978-2-84918-118-8), p. 191.

## Sources
- (en) Rugby league from 1966 encyclopaedia of New Zealand